# グリニッジ (コネチカット州)
グリニッジ（英: Greenwich、[ˈɡrɛnɪtʃ]）は、アメリカ合衆国コネチカット州のフェアフィールド郡にある町。人口は6万3638人（2022年推計）。町内にはヘッジファンドなど金融サービスの会社が多い。グリニッジはコネチカット州の最南端かつ最西端にあり、ニューヨーク市マンハッタンのグランド・セントラル駅から、急行列車で38分強の位置にある。2005年7月、CNNの雑誌「マネー」が、アメリカ合衆国で住みたい場所100傑の第1位にグリニッジを挙げた。2006年の「マネー」でも「最大の稼ぎ手」分類で第1位に挙げていた。グリニッジの名前はイギリスのロンドン、グリニッジ・ロンドン特別区から採られた。

## 歴史
グリニッジの町は1640年に設立された。設立者の1人にエリザベス・フォーンズ・ウィンスロップがおり、マサチューセッツ湾植民地設立者かつ総督だったジョン・ウィンスロップの義理の娘だった。現在グリニッジ・ポイントと呼ばれる場所は、その初期に「エリザベスのネック」と呼ばれており、これはこのエリザベス・フォーンズと、1640年にポイントを購入したことから来たものだった。またこの地域の多くは現在、オールド・グリニッジと呼ばれている。1665年5月11日、ハートフォードで開催されたコネチカット植民地議会により、グリニッジはタウンシップとなった。
アメリカ独立戦争の間の1779年2月26日、イズラエル・パットナム将軍がイギリス軍から大胆な逃亡を行った。イギリス軍は町を略奪したが、パットナムはスタンフォードの町に急を知らせることができた。
1974年、グリニッジとポートチェスターの境にあるガリバーのレストランとバーが火事になり、24人の若者が焼死した。
1983年、入り江に架かる州間高速道路95号線のマイアナス川橋が崩壊し、3人が死んだ。
長年にわたってグリニッジ・ポイント（地元ではトッドのポイント）は、町民とその客にのみ開かれてきた。しかし、ある弁護士がそこに行くことを許されないために、集会の自由の権利が脅かされていると訴え出た。第一審は同意しなかったがコネチカット最高裁判所は同意し、町内4つの海浜に対する方針を変えることを強いられた。
1990年代後半から2000年代初期、州間高速道路95号線とメリット・パークウェイを通ってニューヨークからコネチカット州に入った最初の町という位置づけにあることで、ニューヨーク大都市圏の住民が、パワーボール宝くじの賞金が1億ドルを超えている時にくじを買いたいと考えると、グリニッジの店に殺到することになり、それで事業地域に交通渋滞を起こすことになった。コネチカット宝くじはそのような状況のために特別ルールを決めた。ペンシルベニア州が2002年にパワーボールに加入してから、ハドソン川より西に住んでいる者はパワーボールくじを買うために川を越える必要がなくなった。

## 地理
アメリカ合衆国国勢調査局に拠れば、市域全面積は67.2平方マイル (174 km2)であり、このうち陸地47.8平方マイル (124 km2)、水域は19.4平方マイル (50 km2)で水域率は28.88%である。面積ではマンハッタンの2倍ある。西はニューヨーク州ウエストチェスター郡、東はスタンフォード市に接し、南はロングアイランド湾である。

### 地区と部分
グリニッジの町は非公式ながら幾つかの部分あるいは地区に分かれている。ヒスパニック系住民は町の南西隅に集中している。2011年、事業と技術のウェブサイト、ビジネス・インサイダーが行った投票で、多くの地区がアメリカで最も裕福な地区に挙げられた。
- バックカントリー
- ベルヘイブン[11]
- ブルースパーク
- バイラム
- チカホミニー
- コスコブ
- フォースウォード（歴史地区）
- グレンビル
- ダウンタウン/セントラルグリニッジ
- グリニッジコーブ
- ホリーヒル
- ミアナス
- ミッドカントリー
- ミルバンク
- ミルブルック
- 市中心地区
- ノースミアナス
- ノースストリート（ノース通りを囲む地区）
- オールドグリニッジ（サウンドビーチ）
- パーマーヒル
- ペンバーウィック
- パインヒル
- リバーバンク
- リバーサイド
- リバーズビル
- ロックリッジ
- ラウンドヒル[11]
- スタンウィッチ[11]

### 著名な地点
- コスコブ、グリニッジ、オールドグリニッジ、リバーサイドはそれぞれ郵便番号とメトロノース鉄道の駅を持っている
- アメリカンレーン（グリニッジの最西端隅）は州間高速道路684号線によってコネチカット州と切り離された形になっており、ニューヨーク州からのみ行くことができる。
- ラウンドヒル、標高が170メートル以上あり、アメリカ独立戦争の時は大陸軍の見張り地点だった。この丘の頂上からマンハッタンのスカイラインを望むことができる[12]

### 島
カーフ島は面積29エーカー (120,000 m2)、バイラムの岸から約3,000フィート (910 m) にある島である。観光客に公開されているが、2006年の夏は比較的少なかった。
島の半分以上（西側）は鳥類の保護区であり、一般の人は許可が無ければ入れない。許可を得れば一泊も可能であり、東側は夜明けから夕暮れまで公開されている。
グレートキャプテン島はグリニッジ海岸沖にあり、コネチカット州では最南端である。沿岸警備隊の灯台があり、鳥類保護区に指定されている。
アイランドビーチ、すなわちリトルキャプテン島はかつて町が毎年開催するアイランドビーチ・デイの会場だった。腹話術師ポール・ウィンチェルとその人形のジェリー・マホニーがショーのために訪れた。また「グリニッジ・タイム」の記事に拠れば、州軍が成人や子供に機関銃を海に向かって撃たせたこともあった。
アイランドビーチは長い間に変化して来た。かつて東海岸にあった海の家は無くなり、海浜の浸食が緩り進行している。

## 気候
グリニッジは温暖湿潤気候（ケッペンの気候区分Cfa）にある。しかし、湿潤大陸性気候に近似している。冬の嵐のときには、メリット・パークウェイより北の地域にかなりの降雪がある。ロングアイランド湾の緩和効果があるために、海岸に近いところではそれほど雪が降らない。
| グリニッジの気候       | グリニッジの気候 | グリニッジの気候 | グリニッジの気候 | グリニッジの気候 | グリニッジの気候 | グリニッジの気候 | グリニッジの気候 | グリニッジの気候 | グリニッジの気候 | グリニッジの気候 | グリニッジの気候 | グリニッジの気候 | グリニッジの気候 |
| 月                     | 1月              | 2月              | 3月              | 4月              | 5月              | 6月              | 7月              | 8月              | 9月              | 10月             | 11月             | 12月             | 年               |
| ---------------------- | ---------------- | ---------------- | ---------------- | ---------------- | ---------------- | ---------------- | ---------------- | ---------------- | ---------------- | ---------------- | ---------------- | ---------------- | ---------------- |
| 平均最高気温 °F （°C） | 36 (2)           | 38 (3)           | 47 (8)           | 58 (14)          | 69 (21)          | 77 (25)          | 83 (28)          | 81 (27)          | 73 (23)          | 62 (17)          | 51 (11)          | 41 (5)           | 59.7 (15.3)      |
| 平均最低気温 °F （°C） | 21 (−6)          | 23 (−5)          | 31 (−1)          | 40 (4)           | 50 (10)          | 60 (16)          | 65 (18)          | 64 (18)          | 56 (13)          | 45 (7)           | 36 (2)           | 27 (−3)          | 43.2 (6.1)       |
| 降水量 inch （mm）     | 4.32 (109.7)     | 3.24 (82.3)      | 4.73 (120.1)     | 4.44 (112.8)     | 4.58 (116.3)     | 3.77 (95.8)      | 3.72 (94.5)      | 4.00 (101.6)     | 4.70 (119.4)     | 4.17 (105.9)     | 4.47 (113.5)     | 4.31 (109.5)     | 50.45 (1,281.4)  |
| 出典：Weather Channel  |                  |                  |                  |                  |                  |                  |                  |                  |                  |                  |                  |                  |                  |

## 人口動態
以下は2000年国勢調査による人口統計データである。
| 基礎データ - 人口: 61,101 人 - 世帯数: 23,230 世帯 - 家族数: 16,237 家族 - 人口密度: 493.2人/km2（1,277.6人/mi2） - 住居数: 24,511 軒 - 住居密度: 197.9軒/km2（512.5軒/mi2） 人種別人口構成 - 白人: 90.02% - アフリカン・アメリカン: 1.66% - ネイティブ・アメリカン: 0.09% - アジア人: 5.18% - 太平洋諸島系: 0.03% - その他の人種: 1.46% - 混血: 1.57% - ヒスパニック・ラテン系: 6.29% 年齢別人口構成 - 18歳未満: 25.4% - 18-24歳: 4.1% - 25-44歳: 28.8% - 45-64歳: 25.7% - 65歳以上: 15.9% - 年齢の中央値: 40歳 - 性比（女性100人あたり男性の人口） - 総人口: 90.1 - 18歳以上: 85.2 | 世帯と家族（対世帯数） - 18歳未満の子供がいる: 33.5% - 結婚・同居している夫婦: 59.4% - 未婚・離婚・死別女性が世帯主: 8.0% - 非家族世帯: 30.1% - 単身世帯: 24.8% - 65歳以上の老人1人暮らし: 9.9% - 平均構成人数 - 世帯: 2.60人 - 家族: 3.12人 収入と家計 - 収入の中央値 - 世帯: 124,958米ドル - 家族: 167,825米ドル - 性別 - 男性: 95,085米ドル - 女性: 47,806米ドル - 人口1人あたり収入: 92,759米ドル - 貧困線以下 - 対人口: 4.0% - 対家族数: 2.5% - 18歳未満: 4.1% - 65歳以上: 3.2% |

## 町政府

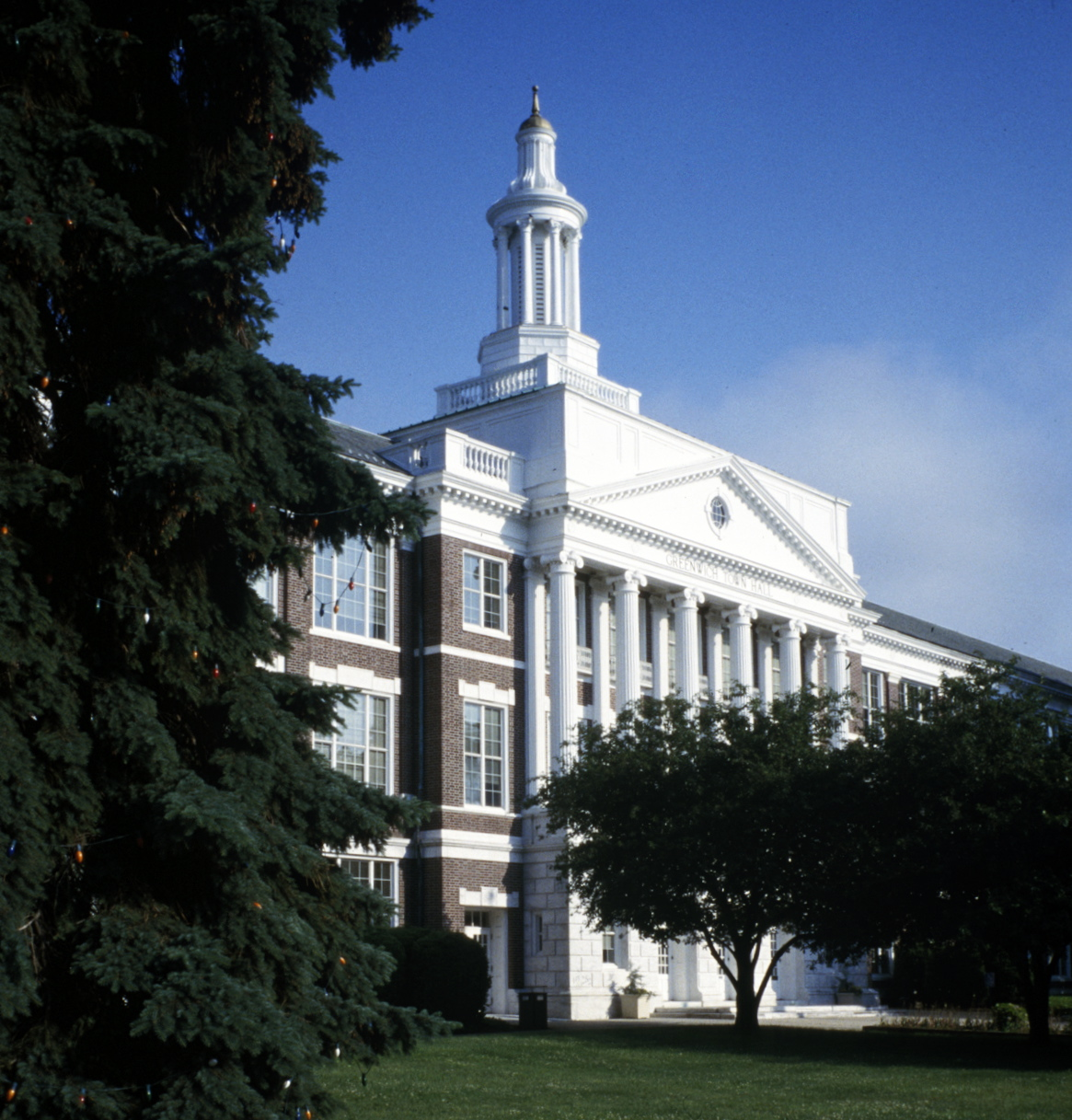
グリニッジ町役場

グリニッジの町は1つの政体であり課税主体であるが、幾つかの部分あるいは地区によって構成されている。例えばバンクスビル、バイラム、コスコブ、グレンビル、ミアナス、オールドグリニッジ、リバーサイド、およびグリニッジ（セントラル、中心街などと呼ばれる）である。これら地区の中でコスコブ、オールドグリニッジ、リバーサイドは郵便宛名標記も郵便番号も異なっている。
町は3人のセレクトマンを選び、代表制タウンミーティングを採用している。代表制タウンミーティングでは全ての予算を承認する必要があり、230人の選出された代表で構成されている。代表は無給である。3人のセレクトマンは町全体を選挙区に選ばれるが、有権者は2人にのみ投票できる。このことで、常に民主党員2人と共和党員1人、あるいは民主党員1人と共和党員2人という組み合わせができるようになっている。登録有権者数は共和党優位に傾いているが、それで第1セレクトマン（町長）の地位が固定されてはおらず、近年民主党がその地位を取ってきた。町のその他の委員会の委員を選ぶ場合も、有権者は委員の半数分だけを投票できるので、登録有権者数に拠らず、共和党と民主党が半数ずつになっている。
| 2012年10月31日時点での登録有権者数 | 2012年10月31日時点での登録有権者数 | 2012年10月31日時点での登録有権者数 | 2012年10月31日時点での登録有権者数 | 2012年10月31日時点での登録有権者数 | 2012年10月31日時点での登録有権者数 |
| 政党                               | 有権者数（活動）                   | 有権者数（非活動）                 | 有権者数合計                       | 比率                               |                                    |
| ---------------------------------- | ---------------------------------- | ---------------------------------- | ---------------------------------- | ---------------------------------- | ---------------------------------- |
| 共和党                             | 13,618                             | 703                                | 14,321                             | 36.89%                             |                                    |
| 民主党                             | 8,957                              | 630                                | 9,587                              | 24.69%                             |                                    |
| 無党派                             | 13,413                             | 967                                | 14,380                             | 37.04%                             |                                    |
| 少数党                             | 494                                | 41                                 | 535                                | 1.38%                              |                                    |
| 合計                               | 36,482                             | 2,341                              | 38,823                             | 100%                               |                                    |

### 税
2005年、グリニッジの固定資産税率は0.75%だった。2012年から2013年の会計年度では1.101%とされている。

## 公共サービス
グリニッジ緊急医療サービスInc.は、グリニッジの町で第一緊急対応者となる契約をしている。町内4か所の戦略的に配置された駐屯所から出動しており、スタンフォードやポートチェスター/ライ/ライブルックと相互援助協定を結んでいる。各部隊は高度に訓練されまた経験をつんだ救急医療隊員を使って最高水準の病院到着前医療を行える。ニューイングランドでも初めて病院前12リード線心電図装置を採用しており、地域でも生命維持装置など先進のものを使い続けている。年間約6,000件の呼び出しに対応している。

### 消防

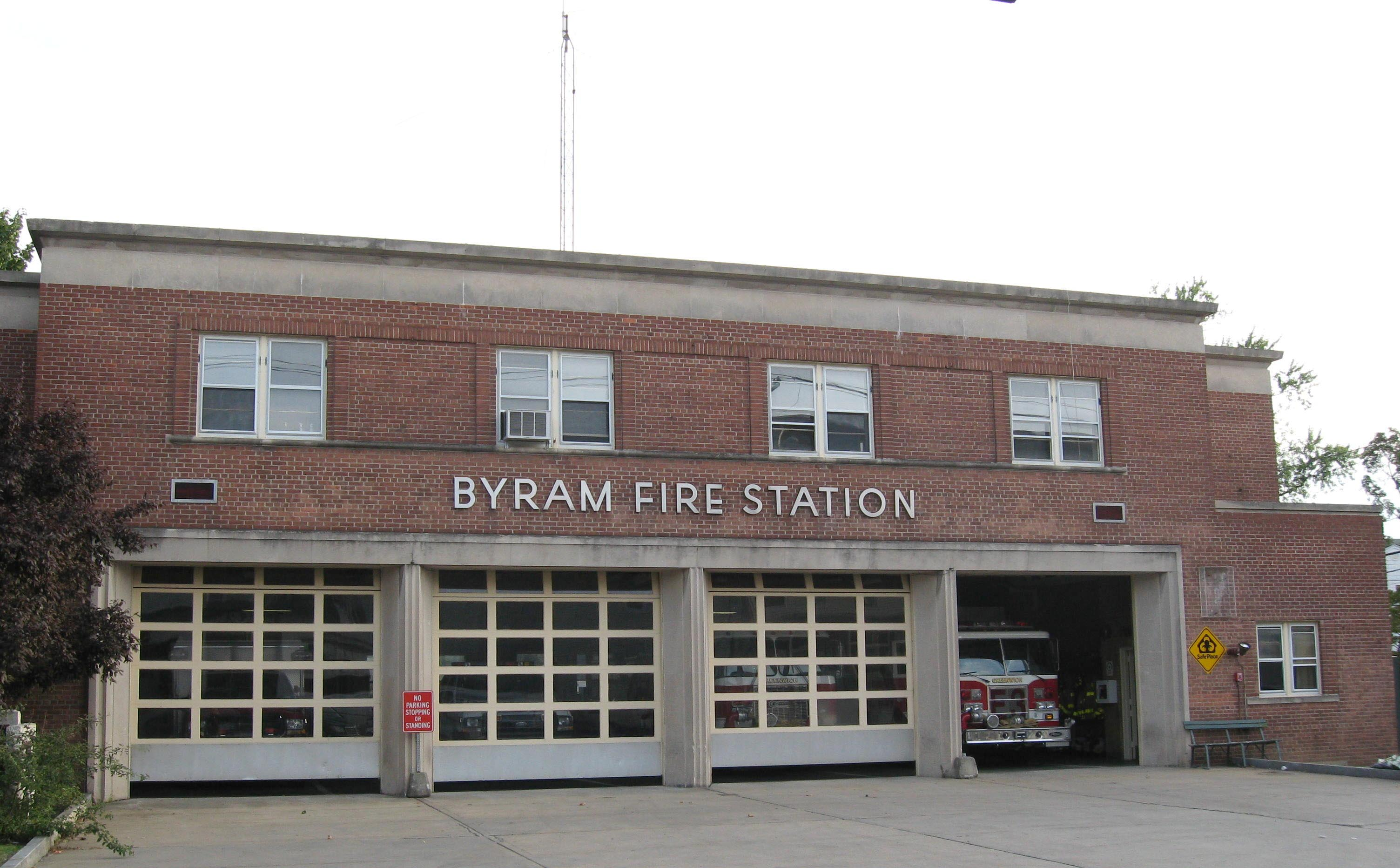
バイラム消防駐屯所、デラバン・アベニュー

グリニッジ消防署は100人の常勤消防士と100人のボランティア消防団員で構成されている。消防団は8か所にある。町内に駐屯所は7か所あり、他に全てがボランティアの駐屯所がニューヨーク州バンクスビルにあるが、町の外郭部を担当している。これら8か所のうち5か所は常勤職員とボランティアの組み合わせになっている。2か所は全員ボランティアであり、残り1か所は常勤職員のみである。常勤職員は消防車6台、トラック1台、特殊操作部隊1つ、危険物処理部隊1つ、指揮車1台を動かす。全ボランティアの消防団7つでは、消防車8台、トラック2台、レスキュー隊1つ、分隊1つ、ユーティリティ隊5つ、給油車2台、潜水隊1つ、技術救助隊1つ、消防艇3隻、ディーコン1つを組み合わせて動かしている。他にもトレーラーなど特殊な装置と部隊がある。フェアフィールド郡では唯一残っている消防警察パトロール部隊、コスコブ消防警察パトロール部隊もある。年間約5,000件の呼び出しに対応している。
2012年、現在の中央消防署に換えて新しい消防本部を設け、グリニッジ緊急医療サービスと統合して新しい施設にする計画がある。また9番目の駐屯所を新設する計画もある。

### 警察署
グリニッジ警察署はブルース・プレース11にあり、警官87人、刑事22人、巡査部長19人、警部補10人、警部3人、副警視1人と、20名以上の文民管理部門がいる。

## 教育

### 公共教育学区

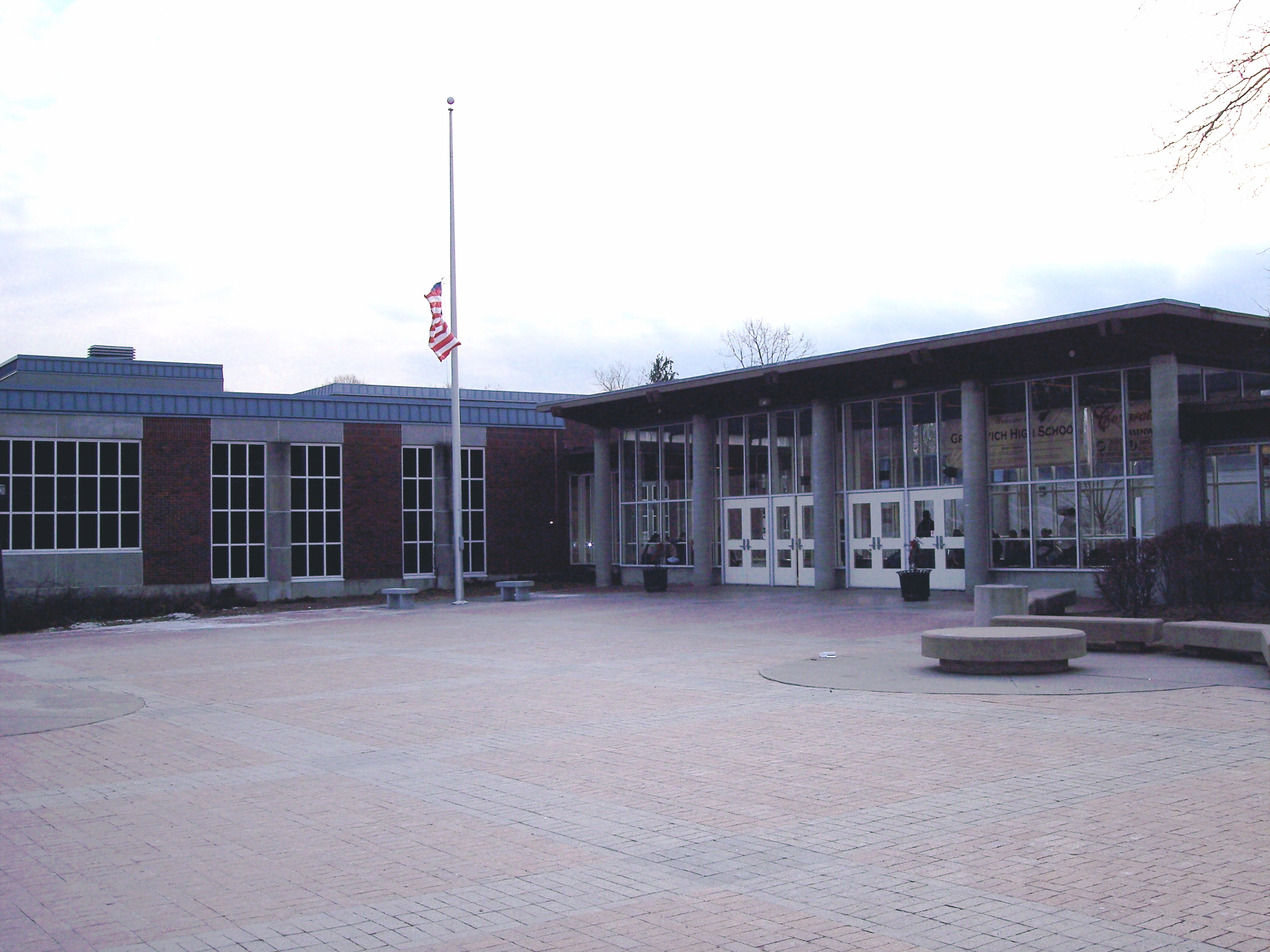
グリニッジ高校

グリニッジ公共教育学区が公立学校を管轄している。グリニッジ高校が学区唯一の高校である。2012年時点で、町の南西隅にある2つの小学校にヒスパニック系の児童が集中しており、町内の民族構成と同じようなパターンになっている。3つある中学校は平均が取られている。コネチカット州には人種の多様性を規定する法があり、ある学校の児童人種構成が学区平均から25%以上離れないように定めている。2013年時点では、この規定を遵守できていない。

### 私立学校

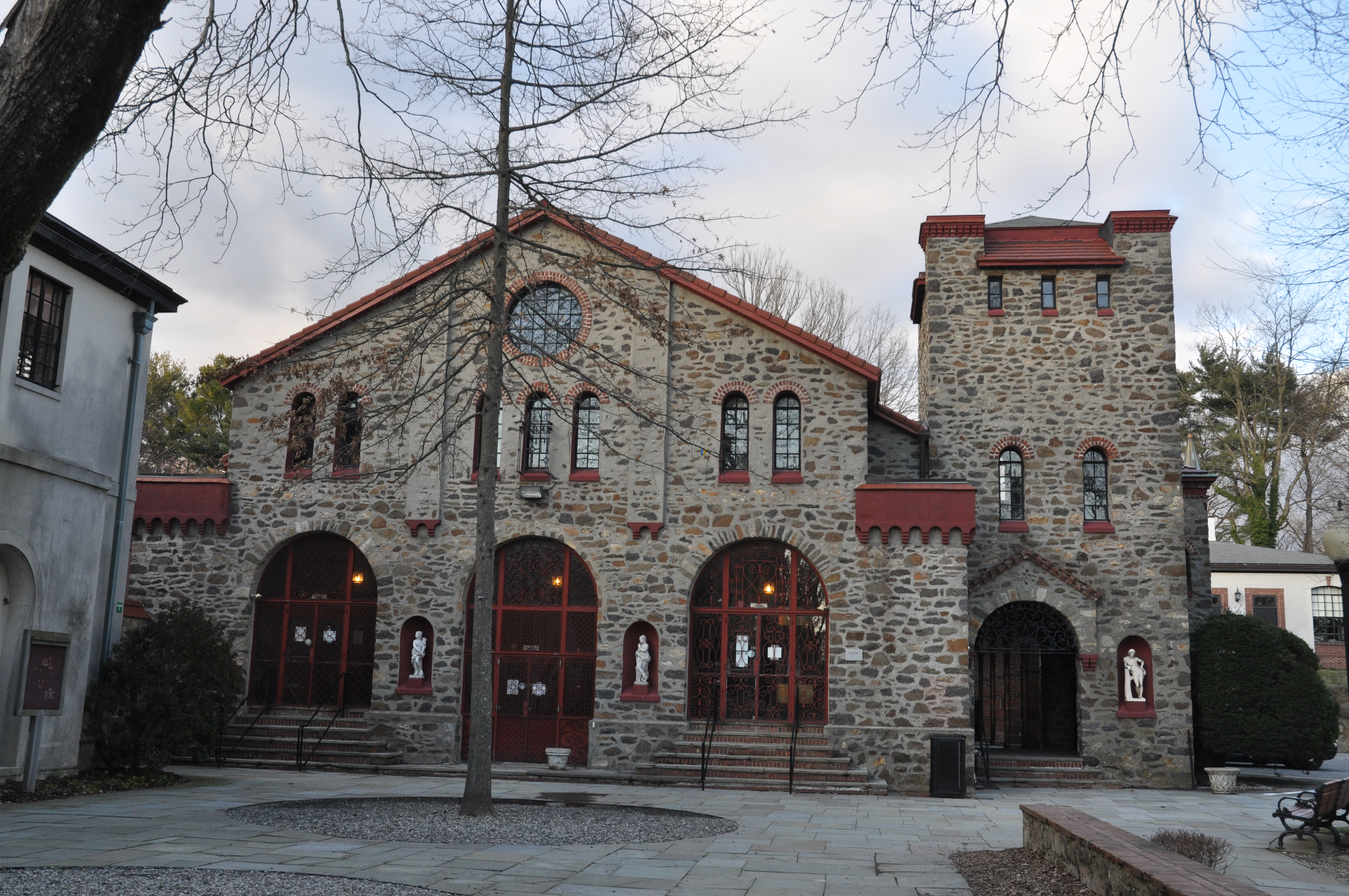
ニューヨーク日本人学校校舎

- ブランズウィック・スクール、非会派男子校（幼稚園前-12年生）
- グリニッジ・アカデミー、非会派女子校（幼稚園前-12年生）
- イーグルヒル学校（幼稚園-10年生）
- コンベント・オブ・ザ・セイクレッドハート、カトリック系女子校（幼稚園前-12年生）
- グリニッジ・カトリック学校 (preK-8)（幼稚園前-8年生）
- グリニッジ・カントリー・デイスクール（幼児-9年生）
- グリニッジ日本人学校、 ニューヨーク市の日本人学校、日本人海外駐在者子弟の学校（幼稚園-9年生）、1992年にニューヨーク市からグリニッジに移った[27]
- スタニッジ・スクール K-9（幼稚園-9年生）
- カーメル・アカデミー K-8、ユダヤ人学校[28]
- ウィットビー学校（幼児-8年生）、モンテッソリ国際バッカロレア学校

## レクリエーション
町内のロングアイランド湾岸には、グリニッジ・ポイント、バイラム・ビーチ、アイランド・ビーチ（リトルキャプテン島）、グレートキャプテン・アイランドの4つの海浜がある。
グリニッジ・ポイントは半島にあり、ピクニック場、海浜、小さなマリーナがあり、非住民の1回のみの入場券は一人5ドル、車1台20ドルとなっている。入場券は町役場あるいは東グリニッジ市民会館で購入する必要がある。しかし、11月から4月までは無料で行くことができる。このポイントからはマンハッタン、ブロンクスとクイーンズを結ぶ橋、ニューロシェルに新築された高層ビルなどが見える。
公園には帆走センターやレンタル地域がある。自転車やローラーボードが人気がある。
町はグリフィス・E・ハリス・ゴルフコースを所有している。この18ホールのコースは1952年から1958年まで第1セレクトマンを務めた"グリフ"・ハリスからその名前が採られた。ゴルフコースのあるカントリークラブが8か所あり、ドロシー・ハミル・リンクも町内にある。
アーチ通りグリニッジ・ティーンセンターはウィークディと週末に年代を特定した行事を行っている。民間資本で運営されるティーンセンターとして国内でも最も長く運営されているものである。

## 芸術と文化
- グリニッジ交響楽団[[29]、1958年にグリニッジ・フィルハーモニアとして設立、1967年にプロ化、団員90人、グリニッジ高校のディッカーマン・ホリスター公会堂を演奏会場にしている、夏にはポップスコンサートも開催する。1975年からデイビッド・ギルバートが音楽監督かつ指揮者であり、ニュージャージー州バーゲン・フィルハーモニックやニューヨーク市シニア・コンサート・オーケストラの監督も務めている
- グリニッジ合唱協会[[30]、1925年設立、ニューヨーク市やヨーロッパで公演活動。グリニッジ交響楽団、ニューヘイブン交響楽団、ニューヘイブン合唱団、スタンフォード交響楽団と合同公演し、ダンベリーのイブズ・フェスティバルでも公演。デイヴ・ブルーベックの『La Fiesta de la Posada』を初演、ジェイムズ・ファーマン、スティーブン・パウラス、ロブ・マテス、マイケル・シェルに作品を依頼。2000年、設立75周年を記念してアドルファス・ヘイルストークの『Songs of Innocence』を初演。現在の音楽監督兼指揮者はポール・F・ミューラー。過去にはローウェル・ビバリッジ、ジャック・オシワード、バーノン・ド・ター、ルイ・L・ホワイト、リチャード・ボーグトが著名な指揮者だった
- ブルース博物館、町が所有する博物館であり、一部は美術と自然史に宛てられている
- グリニッジ芸術委員会[31]
- パットナム・コテージ（ナップ酒場）歴史ある家屋博物館
- リバーサイド・コミュニティセンター[32]
- グリニッジ図書館

## 経済

### 企業
- AQRキャピタル: 本社、グリニッジ・プラザ2
- アバント・キャピタル・パートナーズ: 不動産賃貸と資本運用顧問会社
- ブルースカイ・スタジオ: アメリカン・レーン1、アカデミー賞を取ったアニメーション・スタジオ、「アイスエイジ」、「ロボッツ」「アイス・エイジ2」、「ホートン/ふしぎな世界のダレダーレ」、「アイス・エイジ3/ティラノのおとしもの」などを制作
- ブライス Inc.: 本社、ウィーバー通り東1、国内最大の蝋燭メーカー、香料入り、季節もの、などを制作、従業員数5,500人、年間売上高16億ドル、CEOはロバート・B・ジョージェン
- ケンブリッジ・ソリューションズ: 本社、ペンバーウィック道路340、戦略的アウトソーシング会社、世界でも最大級、従業員数4,400人、CEOはクリストファー・A・シンクレア[33]
- ファースト・リザーブ・コーポレーション: 本社、未公開株式会社、エネルギー関連会社を買収する、資産額は125億ドル、CEOのウィリアム・マコーレイが創業
- インタラクティブ・ブローカーズ証券: 本社、ピックウィック・プラザ2
- ネスレ・ウォーターズ北アメリカ、「世界最大の飲料水販社」の事業部、本社はスイス、ネスレ・ウォーターズの世界本社はパリ、ポーランド・スプリング、ディアパーク、ペリエ、サンペレグリノなどのブランドを展開[34]
- ノースストリート・キャピタル: 本社、 未公開株式とヘッジファンドの会社、アレックス・マシオリが創業
- ユナイテッド・レンタルズ Inc.: 本社、グリニッジ・オフィスパーク5、世界最大の機械レンタル会社、48州、カナダ、メキシコに750以上の拠点、従業員数13,400人、州内では400人、年間売上高36億ドル、CEOはウェイランド・R・ヒックス
- W・R・バークレイ Corp.: 本社、スティームボート道路475、損害保険会社を所有、従業員数4,961人、州内319人、年間売上高50億ドル、CEOはW・R・バークレイ

### ホテル
J・ハウス・グリニッジはパットナム・アベニュー東1114にあるホテルである。元はハワード・ジョンソン・ホテルだった。高さ15メートル、3階建てのこのホテルは2011年にゲイトウェイ・デベロプメントが建設した。これを2011年にブレンウッド・ホスピタリティ・グループが購入した。中には2つのダイニングルーム、11の14キッチン・アンド・チョコレート・ラブがある。

### 主要雇用主
グリニッジの2011年包括的年間財務報告書に拠れば、町内主要雇用主は以下の通りである。
| 順位 | 雇用主                                                        | 従業員数 |
| ---- | ------------------------------------------------------------- | -------- |
| 1    | グリニッジ町                                                  | 2,366    |
| 2    | グリニッジ病院                                                | 1,816    |
| 3    | ビンボー・ベイカリーズUSA                                     | 500      |
| 4    | ブルースカイ・スタジオ                                        | 400      |
| 5    | ハイアット・リージェンシー - グリニッジ                       | 650      |
| 6    | グリニッジ・ウッズ・リハビリテーション & ヘルスケア・センター | 235      |
| 7    | テューダー・インベストメント・コーポレーション                | 227      |
| 8    | コネチカット・ライト・アンド・パワー・カンパニー              | 200      |
| 9    | ブランズウィク・スクール                                      | 200      |
| 10   | カムート・グループ                                            | 200      |

## 交通

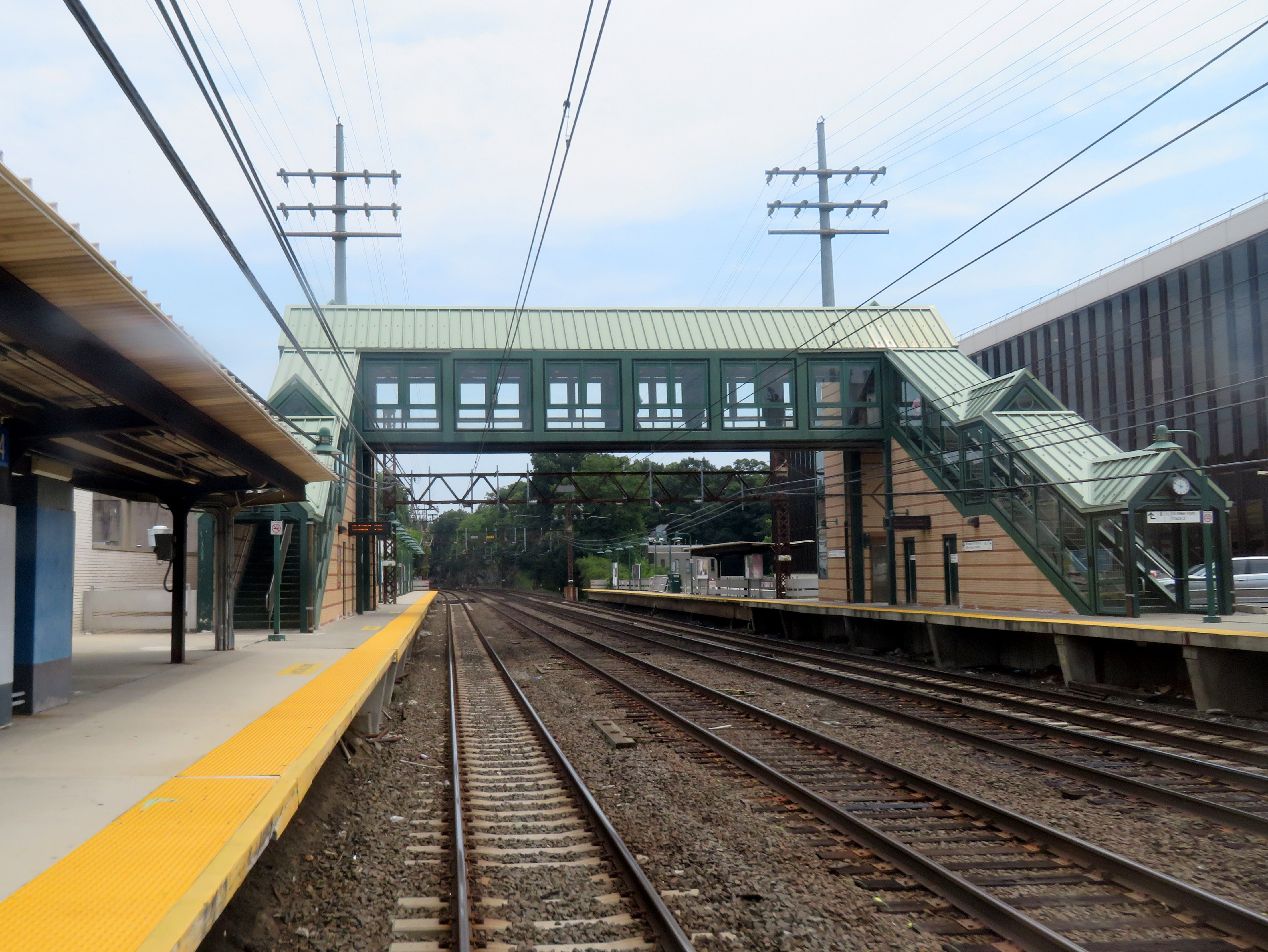
グリニッジ駅

メトロノース鉄道のニューヘイブン線が町内を通っており、西からグリニッジ、コスコブ、リバーサイド、オールドグリニッジの駅がある。マンハッタンのグランド・セントラル駅から急行で約40分、各停で50分である。アムトラックは隣接するスタンフォードの駅で停車する。
州間高速道路95号線が町の南端を通り、出口は4か所にある。ボストン・ポスト道路（アメリカ国道1号線）も東西に通っている。メリット・パークウェイは中心街からかなり北を東西に通っている。州間高速道路684号線も町内を通るが、出口は無く、最も近いインターチェンジはニューヨーク州ウェストチェスター郡空港にある。
ウェストチェスター・カウンティ空港が最も近い商業空港である。町の中心から車で15分の距離にある。ニューヨーク市クイーンズにあるラガーディア空港は車で35分である。ジョン・F・ケネディ国際空港は車で1時間の距離にあり、最も近い国際空港である。ニュージャージー州のニューアーク・リバティ国際空港も車で1時間の距離にある。
町内にある2つの橋は、2007年8月時点で州の安全検査官が「問題あり」と判断した12の橋に入っている。1950年代に建設されたリバーズビル道路橋は、現在の重量制限3トンだが、2007年8月5日時点で、「ハートフォード・クーラント」が取得した州の記録では、2年間以上検査されていなかった。ただし、州の役人は2005年8月に検査し、2007年8月にも検査すると語った。2005年3月の検査ではこの橋の上部構造物が問題ある状態とされ、他の部材も良い状態には無かった。ベイリウィック道路橋は2007年4月に閉鎖され、嵐の損傷を受けたために2007年8月時点でも閉鎖されたままである。この2つの橋に対する評価は、2007年8月1日のラッシュアワー時に崩壊したミネアポリスの州間高速道路35号線西橋よりもさらに悪い。

## 住民
公式AENGLC富裕度もCPR・AENGLC富裕度も、一人当たり93万ドル以上と、グリニッジはコネチカット州で最も高い富裕度になっている。AENGLC は住宅と商業地区の不動産価格や、公共教育に使われる町税の額に基づいて計算される。個人の富を測る指標ではない。コネチカット州ではニューカナーンの一人当たり所得が100,824米ドルと最も高く、続いてダーリエン、第3位がグリニッジの92,759米ドルである（2010年国勢調査）。家族当たり収入中央値は、ニューカナーンで220,278米ドルであり、グリニッジの167,825米ドルより高い。グリニッジには多くの資産家が居るが、平均値はかなりの貧困層がいるために下がっている。人口動態的にはゴールドコーストの郊外よりもマンハッタンの方に近い。
グリニッジは人口5万人以上の町で、収入が最も高い場所である（2000年）。しかし、世帯数1,000以上の裕福な場所100傑リストでは、違った結果になる。このリストは国内で裕福な場所として参照するときに使われており、人口の少ない場所は除外している。グリニッジはこのリストで第56位、ニューカナーンは第30位、ダーリエンは第42位、ウェストンは第55位である。
2006年、町内で1戸建て家屋の中心価格は170万米ドルだった。プルデンシャル・コネチカット・リアリティに拠れば、この年、約140の物件が500万ドル以上で販売されていた。2007年、土地付き1戸建て家屋の提示価格の最高は3,950万米ドルであり、広さは76エーカー (310,000 m2)、オールドミル道路沿いの俳優メル・ギブソンの邸宅だった。また私有湖のある広さ8.7エーカー (35,000 m2) の土地に床面積13,000平方フィート (1,200 m2) の邸宅で1,970万米ドル、公式庭園とコテージ・サイズの温室付き土地が3,800万米ドルだった。

## 姉妹都市
グリニッジは3つの都市と姉妹都市の関係にある。
| 都市           | 所属       | 国           | 締結年 |
| -------------- | ---------- | ------------ | ------ |
| キッツビュール | チロル州   | オーストリア | 1961年 |
| ヴィエンヌ     | イゼール県 | フランス     |        |
| ナッカ         | ナッカ     | スウェーデン |        |

## メディア

### ラジオ
- WGCH-AM 1490MHｚ、1,000 ワット

### 新聞と印刷物
- グリニッジ・タイム - 日刊紙、「アドボケイト・オブ・スタンフォード」も所有するハースト・コーポレーションが発行
- グリニッジ・シティズン - 週刊紙、タブロイド判、ブルックス・コムにティ・ニューズペーパーズのチェーンに属す、メディア・ニューズ・グループが所有
- グリニッジ・ポスト - 週刊紙、普通サイズ、ハーサム・アコーンのチェーンに属す
- グリニッジ・マガジン、もフリー・パブリケーションズが所有
- ヴィヴァポップ、地方ニュース、慈善行事、カレンダーを掲載
- グリニッジ・パッチ、オンライン新聞
- アナザー・フィナンシャル・パブリッシング・カンパニー

### グリニッジで撮影された映画
下記リストはグリニッジでその全てあるいは一部が撮影された映画である。
- 『幸せの行方...』（2010年）
- 『オールド・ドッグ』（2009年）
- 『ダイアナの選択』（2007年）